# Jaroslav Soukup
Jaroslav Soukup (Jičín, 12 luglio 1982) è un ex biatleta ceco.

## Biografia

### Stagioni 2000-2010
Jaroslav Soukup, originario di Jablonec nad Nisou e attivo dalla stagione 1999-2000, ha esordito in Coppa del Mondo il 26 gennaio 2002 ad Anterselva in staffetta (13º); ha vinto la medaglia d'argento nella staffetta ai Mondiali juniores di Val Ridanna 2002 e nella successiva rassegna iridata giovanile di Kościelisko 2003 ha vinto la medaglia di bronzo nella medesima specialità.
Ai Mondiali di Anterselva 2007, suo esordio iridato, si è classificato 53º nell'individuale, 32º nella sprint e 33º nell'inseguimento, a quelli di Östersund 2008 58º nella sprint, 49º nell'inseguimento, 7º nella staffetta e 12º nella staffetta mista e a quelli di Pyeongchang 2009 11º nell'individuale, 37º nella sprint, 47º nell'inseguimento e 10º nella staffetta; ai XXI Giochi olimpici invernali di Vancouver 2010, suo esordio olimpico, si è piazzato 29º nell'individuale, 51º nella sprint, 50º nell'inseguimento e 7º nella staffetta e ai successivi Mondiali di Chanty-Mansijsk 2010 è stato 7º nella staffetta mista.

### Stagioni 2011-2018
Ha ottenuto il primo podio in Coppa del Mondo il 5 gennaio 2011 a Oberhof in staffetta (2º) e ai successivi Mondiali di Chanty-Mansijsk 2011 si è classificato 78º nell'individuale, 75º nella sprint e 10º nella staffetta; a quelli di Ruhpolding 2012 ha vinto la medaglia di bronzo nell'individuale e si è piazzato 42º nella sprint, 21º nell'inseguimento, 10º nella partenza in linea e 9º nella staffetta e a quelli di Nové Město na Moravě 2013 ha conquistato la medaglia di bronzo nella staffetta mista ed è stato 39º nell'individuale, 26º nella sprint, 41º nell'inseguimento e 6º nella staffetta. Ha colto l'ultimo podio in Coppa del Mondo il 10 marzo 2013 a Soči Krasnaja Poljana in staffetta (3º).
Ai XXII Giochi olimpici invernali di Soči 2014 ha vinto la medaglia d'argento nella staffetta mista, quella di bronzo nella sprint e si è classificato 17º nell'individuale, 20º nell'inseguimento, 24º nella partenza in linea e 10º nella staffetta; ai Mondiali di Kontiolahti 2015 si è piazzato 36º nell'individuale, 11º nella sprint, 18º nell'inseguimento, 28º nella partenza in linea e 6º nella staffetta e a quelli di Oslo 2016, sua ultima presenza iridata, 23º nell'individuale, 60º nella sprint, 41º nell'inseguimento e 5º nella staffetta. Ai XXIII Giochi olimpici invernali di Pyeongchang 2018, suo congedo olimpico, è stato 7º nella staffetta; si è ritirato al termine di quella stessa stagione 2017-2018 e la sua ultima gara in carriera è stata la staffetta di Coppa del Mondo disputata il 18 marzo a Oslo Holmenkollen, chiusa da Soukup al 10º posto.

## Palmarès

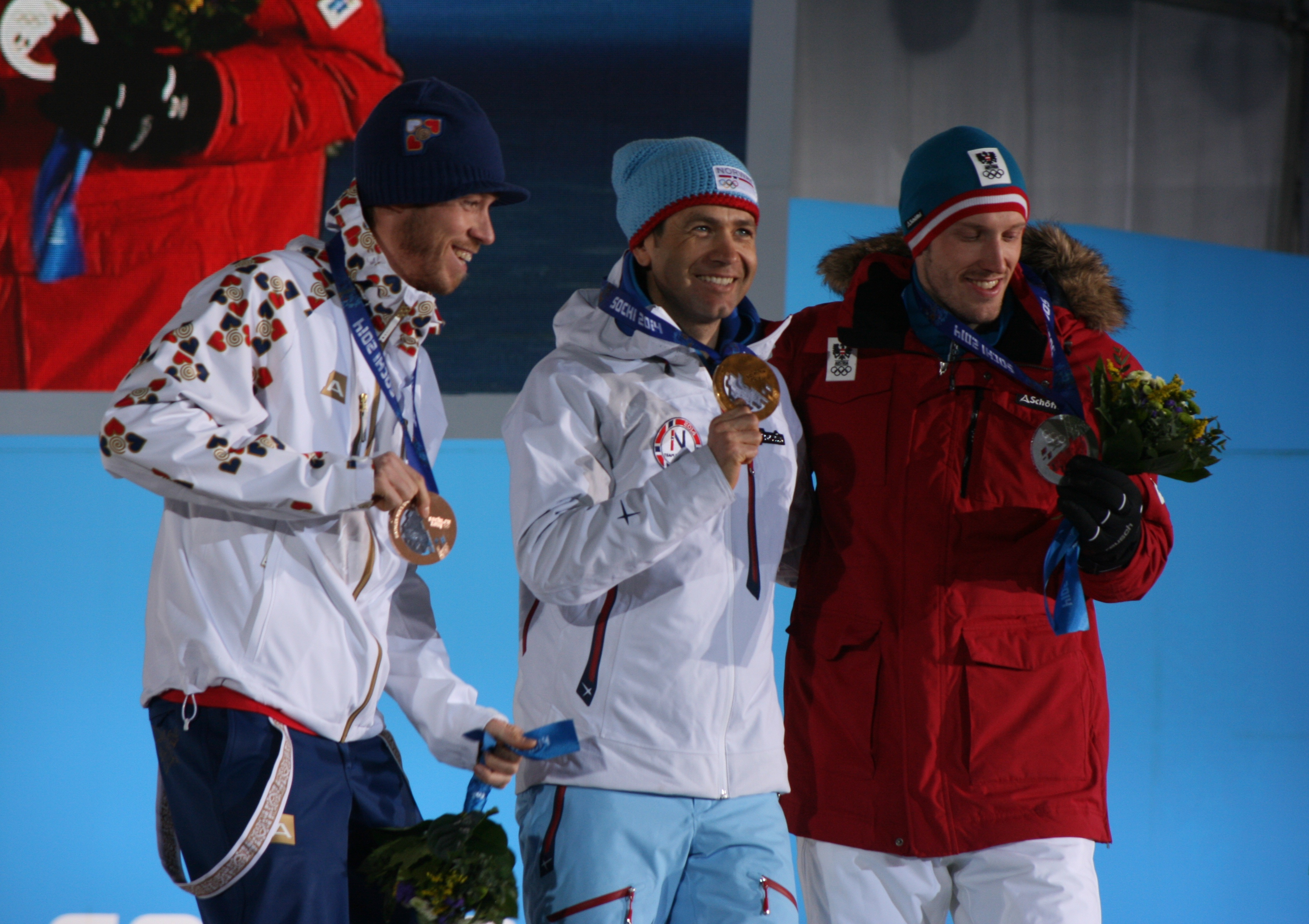
Jaroslav Soukup (bronzo, a sinistra) sul podio della sprint di con Ole Einar Bjørndalen (oro, al centro) e Dominik Landertinger (argento, a destra)

### Olimpiadi
- 2 medaglie:
  - 1 argento (staffetta mista[1] a Soči 2014)
  - 1 bronzo (sprint a Soči 2014)

### Mondiali
- 2 medaglie:
  - 2 bronzi (individuale[1] a Ruhpolding 2012; staffetta mista[1] a Nové Město na Moravě 2013)

### Mondiali juniores
- 2 medaglie:
  - 1 argento (staffetta a Val Ridanna 2002)
  - 1 bronzo (staffetta a Kościelisko 2003)

### Coppa del Mondo
- Miglior piazzamento in classifica generale: 25º nel 2012
- 3 podi (1 individuale, 2 a squadre), oltre a quelli conquistati in sede olimpica e iridata e validi anche ai fini della Coppa del Mondo:
  - 1 secondo posto (a squadre)
  - 2 terzi posti (1 individuale, 1 a squadre)